# Оутапі
Оутапі (англ. Outapi) — невелике місто на північному заході Намібії, адміністративний центр області Омусаті, а також однойменного округу.

## Географія
Місто знаходиться в північній частині області, поблизу кордону з Анголою, на відстані приблизно 595 кілометрів на північний північний захід (NNW) від столиці країни Віндгука. Абсолютна висота — 1108 метрів над рівнем моря.

### Клімат
Місто знаходиться у зоні, котра характеризується кліматом помірних степів та напівпустель. Найтепліший місяць — листопад із середньою температурою 23.9 °C (75 °F). Найхолодніший місяць — липень, із середньою температурою 16.1 °С (61 °F).
| Клімат Оутапі           | Клімат Оутапі | Клімат Оутапі | Клімат Оутапі | Клімат Оутапі | Клімат Оутапі | Клімат Оутапі | Клімат Оутапі | Клімат Оутапі | Клімат Оутапі | Клімат Оутапі | Клімат Оутапі | Клімат Оутапі | Клімат Оутапі |
| Показник                | Січ.          | Лют.          | Бер.          | Квіт.         | Трав.         | Черв.         | Лип.          | Серп.         | Вер.          | Жовт.         | Лист.         | Груд.         | Рік           |
| Середня температура, °C | 23,5          | 23            | 22,3          | 21,7          | 19            | 16,3          | 16,1          | 18,2          | 21,6          | 23,6          | 23,9          | 23,5          | 21,1          |
| Норма опадів, мм        | 103.4         | 112           | 114.9         | 26.6          | 2.4           | 1             | 0.2           | 0.4           | 1.8           | 10.4          | 40.8          | 53            | 466.9         |
| Днів з опадами          | 8,6           | 11            | 8,8           | 4,1           | 0,9           | 0,9           | 0,3           | 0,4           | 0,6           | 2,2           | 5,4           | 7,2           | 50,4          |
| Вологість повітря, %    | 56.1          | 60.1          | 62.6          | 55.9          | 42.9          | 38.8          | 35.5          | 33            | 32.4          | 39.2          | 46            | 51.6          | 46.2          |
| ----------------------- | ------------- | ------------- | ------------- | ------------- | ------------- | ------------- | ------------- | ------------- | ------------- | ------------- | ------------- | ------------- | ------------- |
| Джерело: Weatherbase    |               |               |               |               |               |               |               |               |               |               |               |               |               |

## Населення
За даними офіційного перепису 2001 року, населення становило 2 640 осіб. Динаміка чисельності населення:

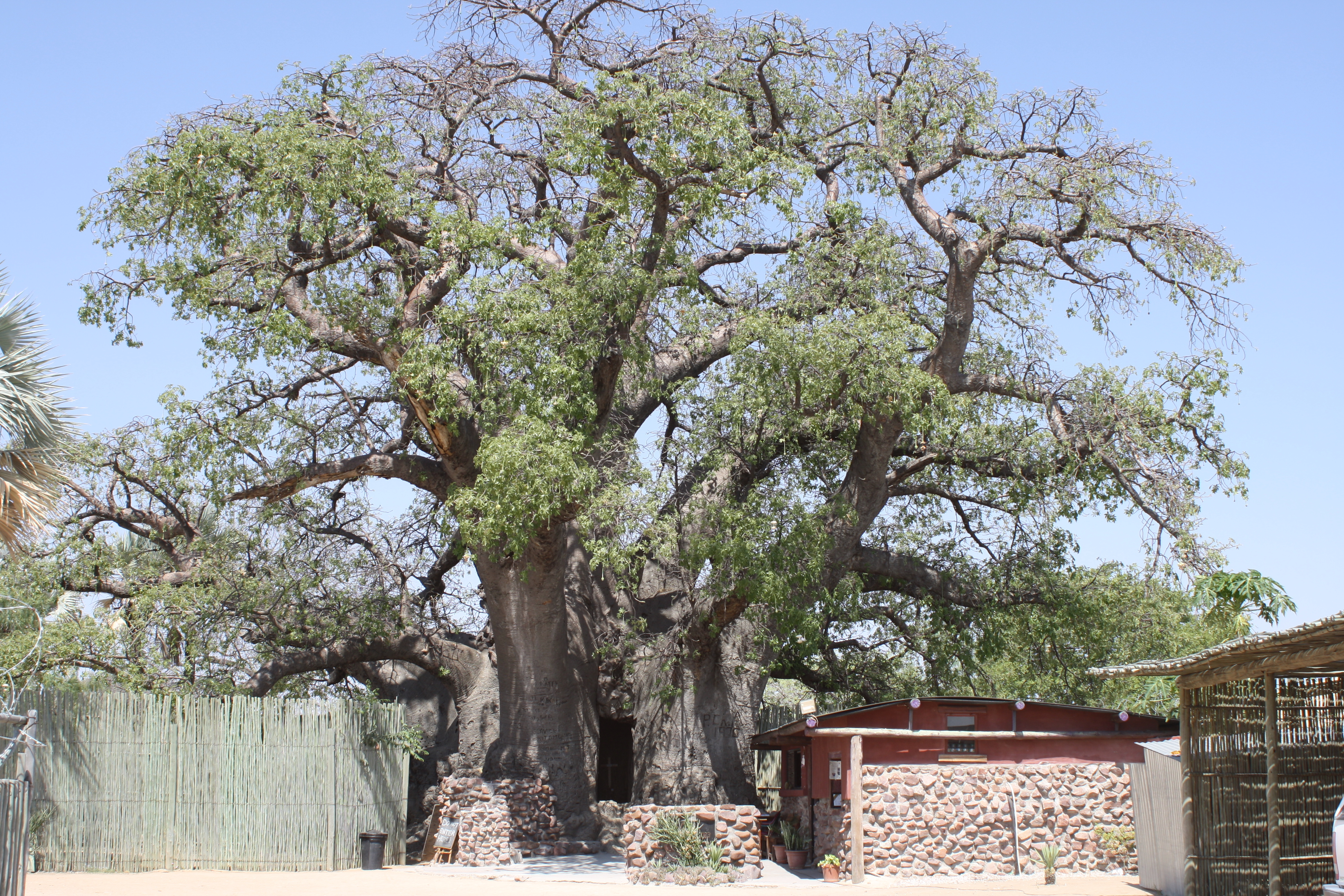
Баобаб в Оутапі

| 2001 | 2013 |
| ---- | ---- |
| 2640 | 2943 |

## Пам'ятки
Головною визначною пам'яткою міста є великий баобаб Омбаланту, у дуплі якого, у різний час розташовувалися поштове відділення, каплиця, а також притулок для місцевих жителів у період ведення міжплемінних воєн.

## Транспорт
Найближчий аеропорт розташований в місті Руакана.